# Flampunkt
Ett ämnes eller en brandfarlig varas flampunkt är den lägsta temperatur vid vilken en vätska (under standardiserade förhållanden) avger så mycket ånga att den kan bilda en antändbar ång-luftblandning.
När en vätskas temperatur överstiger flampunkten kan en "explosiv gasatmosfär" uppstå som kan antändas av till exempel en låga, gnista eller en het yta. Bensin och gasol har dessutom egenskapen att deras gasblandning är flera gånger tyngre än luft och därför kan följa marken och antändas av en tändkälla långt från utsläppsstället.
Om en vätskas temperatur understiger dess flampunkt måste den, för att kunna antändas, antingen värmas upp eller finfördelas på annat sätt i luft, till exempel genom att sprayas ut från ett munstycke. Detta gäller till exempel vid normala temperaturer för fotogen och eldningsolja. 
Den temperatur hos en uppvärmd yta som behövs för självantändning av den brännbara gasblandningen är vanligtvis betydligt högre och benämns ämnets tändtemperatur eller termiska tändpunkt. 

## Exempel på flampunkter
| Bränsle                  | Flampunkt (°C)                       | Tändtemperatur (°C)   |
| ------------------------ | ------------------------------------ | --------------------- |
| Etanol (CAS 64-17-5)     | +12                                  | +400                  |
| Etanol (70%)             | +23 (12, 16,6 , >22)                 | +425 (425, 363 , 425) |
| Bensin (Motorbensin)     | < −20                                | +280 till +470        |
| Dieselbränslen           | > +60                                | > +200                |
| Jetbränsle (Jet A1)      | ≥ +38                                | +225                  |
| Fotogen (Lysfotogen)     | +38                                  | +225                  |
| Vegetabilisk olja (raps) | +145                                 | > +400                |
| RME (Raps Metyl Ester)   | ≥ +101 (ca 70 om 35/65 % med diesel) | +240                  |

Begreppen "flampunkt", "tändtemperatur" och "explosiv gasatmosfär" definieras i standarden SS-EN 60079-10-1 (svensk översättning ges i SEK handbok 426) samt i föreskrifter från Myndigheten för samhällsskydd och beredskap. Internationell standard är IEC 60079-10-1. SEK Svensk Elstandard är svensk nationalkommitté av Comité Européen de Normalisation Électrotechnique (CENELEC) som bildades 1973 och International Electrotechnical Commission (IEC) som bildades 1906. SIS Swedish Standards Institute är på motsvarande sätt svensk nationalkommitté av Comité Européen de Normalisation (CEN) och Internationella standardiseringsorganisationen (ISO). De flesta standarder om explosiv atmosfär hanteras i Sverige av standardkommittén SEK SIS TK1, som för elstandard också benämns TK31 (internationellt TC31) och för mek.standard benämns SIS/TK 001 ATEX.